# Smrt na Nilu
Smrt na Nilu (v angličtině: Death on the Nile) je detektivní román Agathy Christie z roku 1937, jeden z těch, v nichž vystupuje jako hlavní postava Hercule Poirot. Autorka jej napsala pod vlivem vlastního pobytu v Egyptě.
Kniha se dočkala řady filmových, televizních, divadelních a rozhlasových adaptací, z nichž nejvýznamnější jsou film z roku 1978, v němž hrál Poirota Peter Ustinov, jeden z dílů seriálu Hercule Poirot z roku 2004, kde sehrál hlavní roli David Suchet, a filmová adaptace Kennetha Branagha s premiérou v únoru 2022.

## Děj románu
Poirot tráví svou dovolenou v Egyptě, kde se seznámí s novomanželi Linnet a Simonem Doylovými, kteří si užívají svatební cestu. Linnet Doylová, rozená Ridgewayová je mladá, krásná a bohatá milionářka, která má vše, po čem zatouží. Jedinou vadou pro ni je fakt, že je po celou cesty pronásledovaná svou bývalou přítelkyní a bývalou snoubenkou Simona Jacqueline de Bellefortovou. Během plavby na Nilu je Linnet ve spánku zastřelena a hlavní podezřelá Jacqueline má po celou noc nesporné alibi. Poirot postupně vyslýchá cestující a zjišťuje, že se na lodi odehrál více než zločin, přičemž velká část posádky na lodi není náhodou.

## Adaptace
- Smrt na Nilu (1978) – film, režie John Guillermin, hl. role Peter Ustinov
- Smrt na Nilu (2004) – díl tv seriálu Hercule Poirot, režie Andy Wilson, hl. role David Suchet
- Smrt na Nilu (2022) – film, režie a hlavní role Kenneth Branagh